# بيترونيوس ماكسيموس
بيترونيوس ماكسيموس (باللاتينية: Flavius Anicius Petronius Maximus Augustus) (حوالي 396- 31 مايو 455) كان إمبراطورًا رومانيًا غربيًا مدة شهرين ونصف في عام 455. كان سناتورًا ثريًا وأرستقراطيًا بارزًا، وكان له دور فعّال في قتل قائد الجنود الروماني الغربي فلافيوس أيتيوس، والإمبراطور الروماني الغربي فالنتينيان الثالث.
حصل ماكسيموس على العرش في اليوم التالي لموت فالنتينيان بفضل ضمان دعم مجلس الشيوخ، ورشوة مسؤولي القصر. عزز منصبه من خلال إجبار أرملة فالنتينيان على الزواج به، وإجبار ابنة فالنتينيان على الزواج بابنه. ألغى زواج ابنة زوجته الجديدة من ابن غايسيريك ملك الوندال. أغضب ذلك كل من ابنة زوجته وغايسيريك، الذي أرسل أسطولًا إلى روما. فشل ماكسيموس في استقدام قوات من القوط الغربيين وهرب عند وصول الونداليين، وانفصل عن حاشيته وحراسه الشخصيين في ظل الفوضى، وقُتل. نهب الونداليون روما تمامًا.

## الحياة المهنية المبكرة
وُلد بيترونيوس ماكسيموس نحو عام 396. وعلى الرغم من أنه كان من أصل غامض، يُعتقد أنه كان ينتمي لعائلة أنيسي. كان ماكسيموس، الذي تربطه قرابة مع الإمبراطور اللاحق أوليبريوس، ابن أنيسيوس بروبينوس وحفيد آنيسيا فالتونيا بروبا وسيكتوس كلوديوس بيتنرونيوس بروبوس، وبريفيكتوس (حاكم) ولاية إليريكم الإمبراطورية في عام 364، وبريفيكتوس بلاد الغال في عام 366، وبريفيكتوس إيطاليا بين عامي 368-375 ومرة ثانية في عام 383، وقنصل روما القديمة في عام 371.
كان لدى ماكسيموس سيرة مهنية مبكرة استثنائية. أول لقب له كان بريتور، الذي حصل عليه في عام 411، وقد خدم في عام 415 تقريبًا بصفته أطربونًا ونوتاريوسًا، هذا المنصب الذي كان مدخلًا له إلى البيروقراطية الإمبريالية، وأدى إلى وصوله إلى لقب كوميس ساكراريوم لارغيسيونوم (يعَد من النعم المقدسة) بين عامي 416 و419. كان منذ شهر يناير أو فبراير عام 420 إلى شهر أغسطس أو سبتمبر عام 421، البريفيكتوس المدني لروما، ما يعني أنه كان يتمتع بالسلطة التنفيذية لجزء كبير من الإدارة المحلية لروما، وشغل هذا المنصب مجددًا في فترة ما، قبل عام 439.